# Monte Aigoual
Il monte Aigoual (occitano: Augal) (1.567 m s.l.m.) è la seconda vetta più alta delle Cevenne, nella zona sud-est del Massiccio Centrale francese. Si trova al confine fra il dipartimento del Lozère e quello del Gard. Il suo territorio è all'interno del Parco nazionale delle Cevenne.